# Schlachtgeschwader 103
Das Schlachtgeschwader 103 war ein Verband der Luftwaffe der Wehrmacht im Zweiten Weltkrieg. Als Schlachtgeschwader verfügte es über einmotorige Flugzeuge vom Typ Arado Ar 96, Focke-Wulf Fw 190 und Junkers Ju 87. Das Geschwader wurde während seiner gesamten Bestehenszeit als Ausbildungsgeschwader eingesetzt und flog daher keine Kampfeinsätze.

## Geschichte
Das Schlachtgeschwader 103 entstand am 18. Oktober 1943 in Metz-Frescaty (Lage) aus dem Sturzkampfgeschwader 101.
Das Geschwader wurde während seiner gesamten Bestehenszeit als Ausbildungsgeschwader eingesetzt und flog daher keine Kampfeinsätze. Im Juli 1944 war es der 3. Flieger-Schul-Division der Luftflotte 10 unterstellt. Am 16. April 1945, noch vor der bedingungslosen Kapitulation der Wehrmacht, wurde es aufgelöst. Das Personal wurde der SS-Brigade Westfalen zugeführt.

## Kommandeure

### Geschwaderkommodore
| Dienstgrad | Name                                   | Zeit                               |
| ---------- | -------------------------------------- | ---------------------------------- |
| Major      | Bruno Dilley                           | 18. Oktober 1943 bis Oktober 1943  |
| Oberst     | Clemens Graf von Schönborn-Wiesentheid | Oktober 1943 bis Juni 1944         |
| Major      | Karl Henze                             | 1. Februar 1945 bis 16. April 1945 |

### Gruppenkommandeure
I. Gruppe
- Hauptmann Karl-Hermann Lion, 18. Oktober 1943 bis 10. März 1945[5]
- Hauptmann Fritz Eyer, 11. März 1945 bis 16. April 1945[6]

II. Gruppe
- Hauptmann Herbert Pabst, 18. Oktober 1943 bis 15. März 1944[7]
- Hauptmann Horst Schnuchel, 16. März 1944 bis 14. Juni 1944[8]
- Hauptmann Herbert Bauer, 15. Juni 1944 bis 7. November 1944[9]
- Hauptmann Kurt Lau, 23. November 1944 bis 16. April 1945[10]